# Jesús Yurén Aguilar
Jesús Yurén Aguilar nació en la Ciudad de México el 1 de enero de 1901, muriendo en la misma el 22 de agosto de 1973. Dirigió la Federación de Trabajadores del Distrito Federal desde su fundación hasta su muerte. Fue dos veces diputado y dos veces senador por el Distrito Federal. Miembro de los llamados cinco lobitos, dirigentes de los sindicatos charros de México, que formaban parte de la estructura de control corporativo fundamental del priismo.